# BYD Dolphin
BYD Dolphin — компактный (до 2023 года субкомпактный) электромобиль китайской компании BYD.

## Описание
В апреле 2021 года компания BYD представила платформу e-Platform 3.0. В то же время был представлен прототип нового городского хетчбэка под названием BYD EA1 Concept.
Серийно автомобиль BYD Dolphin выпускается с июля 2021 года. В разработке автомобиля принимал участие Вольфганг Эггер.
В феврале 2022 года австралийский дистрибьютор BYD EVDirect объявил о планах продавать BYD Dolphin в Австралии по цене от 35 000 до 40 000 австралийских долларов.
Этот автомобиль заработал 5 звёзд рейтинга Euro NCAP.

## Технические характеристики
Размеры автомобиля BYD Dolphin в Китае составляют 4070 или 4125/1770/1570 мм с колёсной базой 2700 мм. Объём багажника составляет 345 л (со сложенными задними сиденьями 1310 л).
В Европе автомобиль относится к сегменту C. Его конкурентом является Volkswagen ID.3.

## Галерея

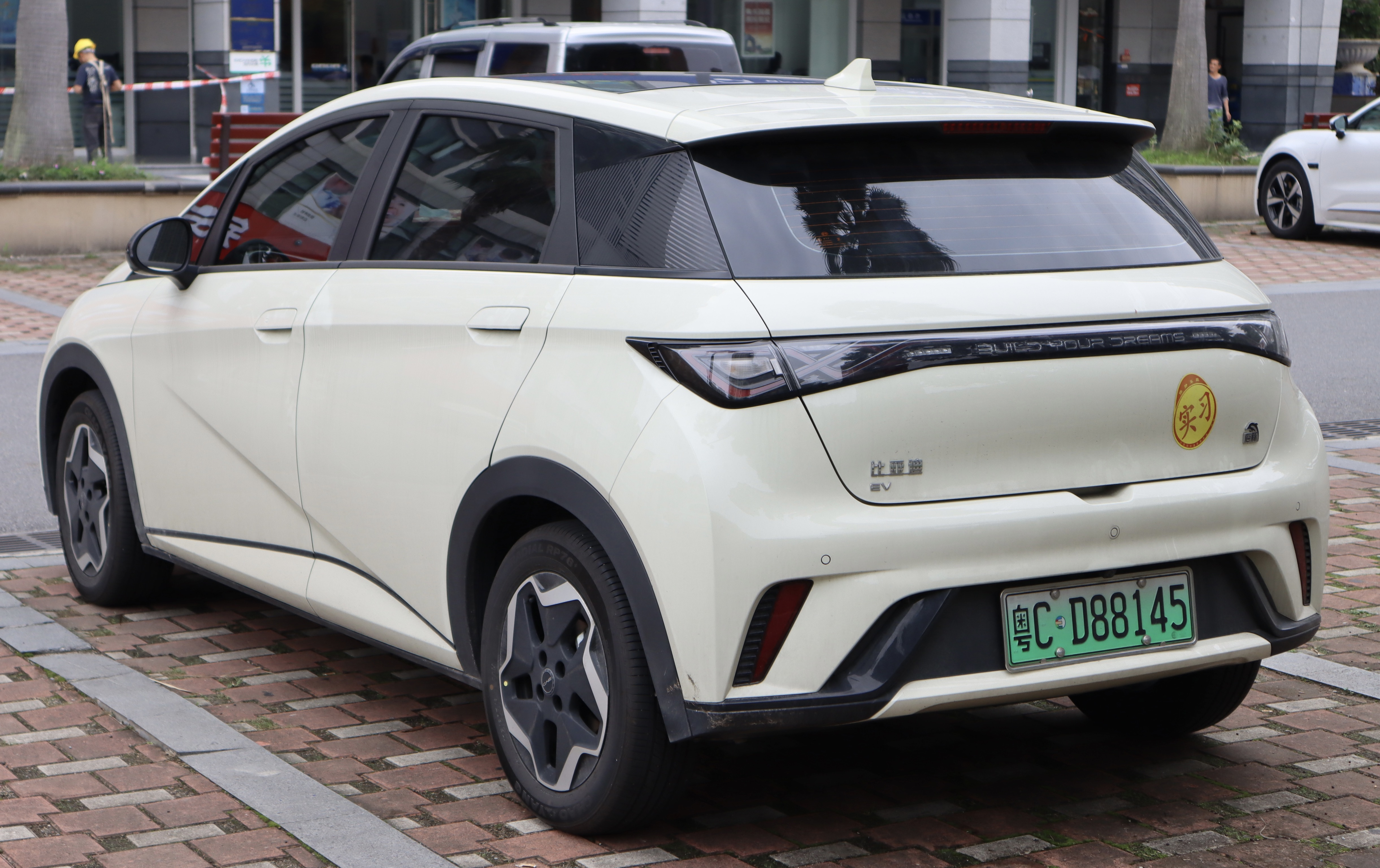
Вид сзади (Китай)
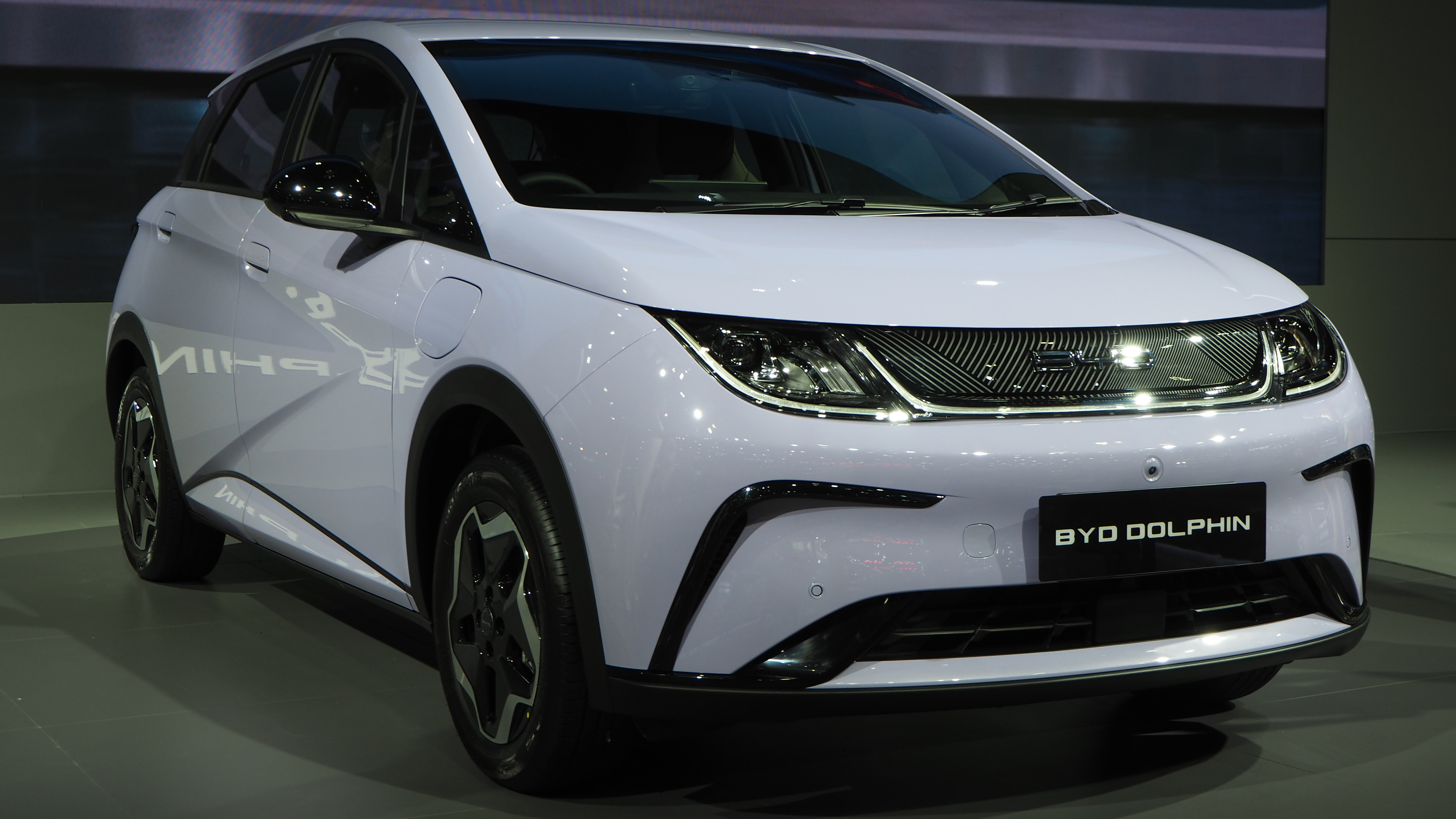
BYD Dolphin в Таиланде
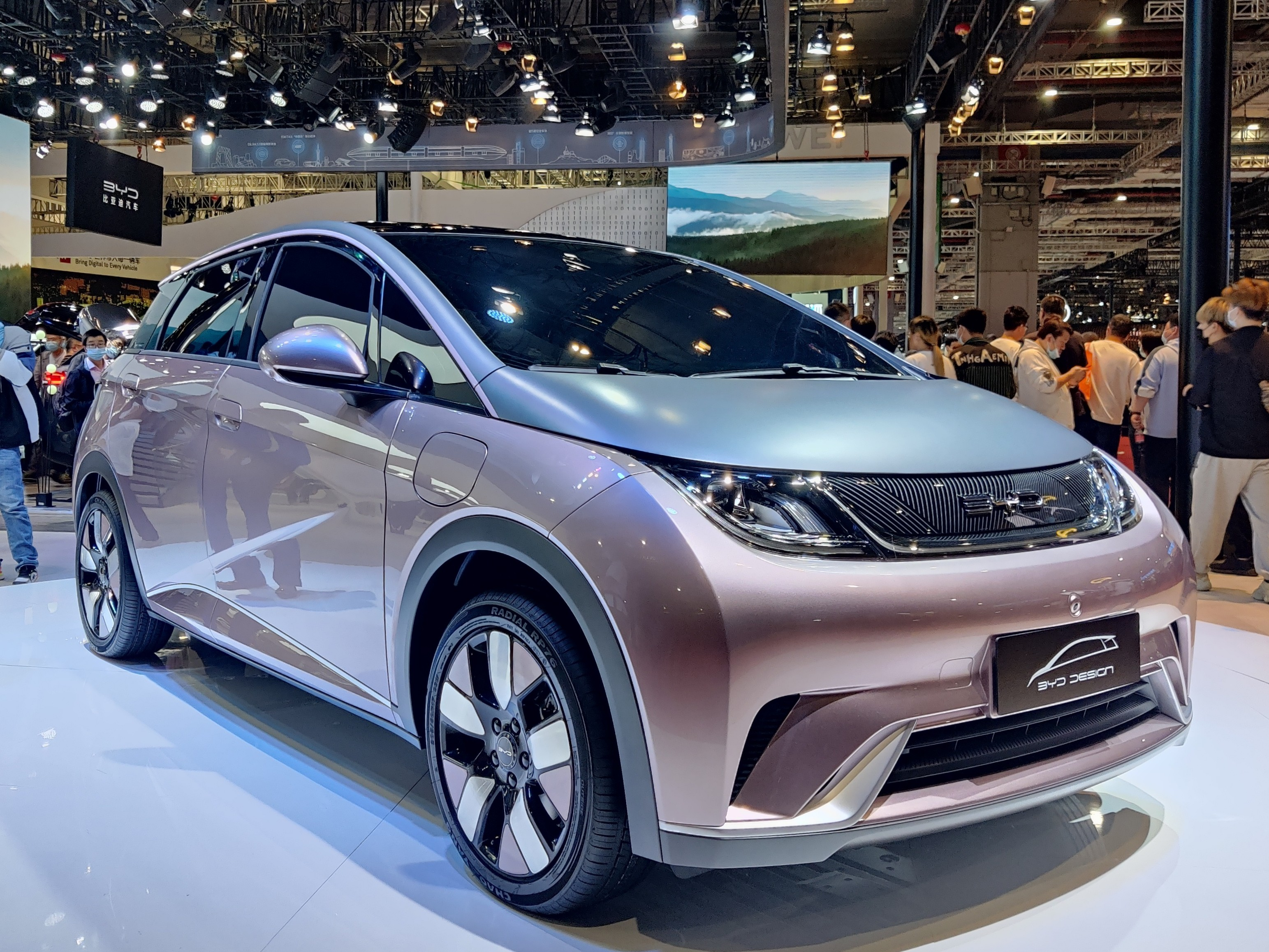
BYD EA1
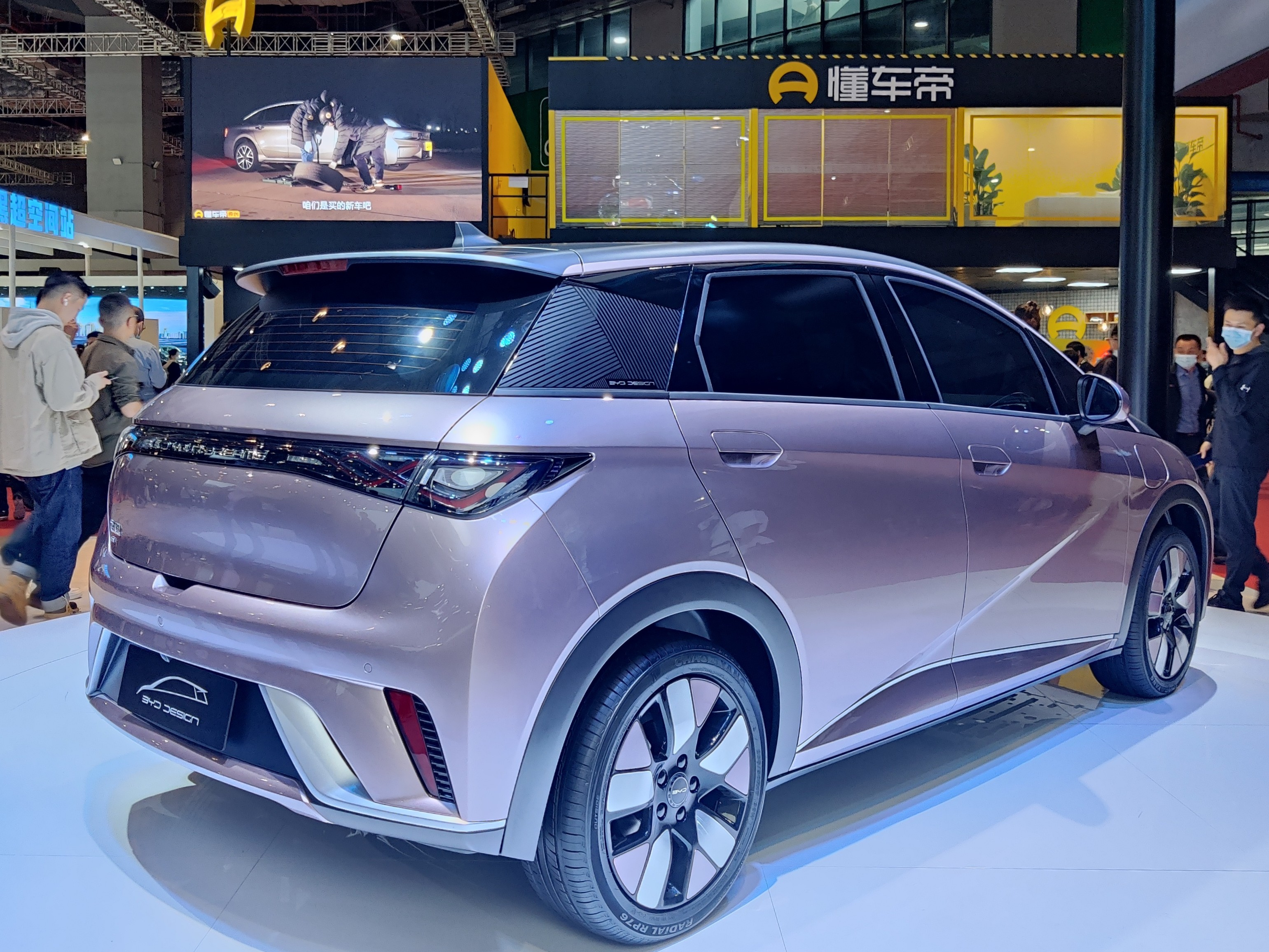
BYD EA1